# 田村均
田村 均（たむら ひとし、1957年 - ）は、日本の社会経済史の研究者である。埼玉大学教育学部教授。
専門は社会経済史（地域史）、文化財論・地域博物館論。

## 略歴
埼玉県立熊谷高等学校をへて、1979年　埼玉大学教育学部卒業。1981年　明治大学大学院文学研究科修士課程修了。1987年　明治大学大学院文学研究科博士課程単位取得満期退学。
1987年　愛知大学短期大学部専任講師。1990年　北九州大学商学部助教授。1992年　埼玉大学教育学部助教授。
以上の出典：。
2005年　博士（経済学）（立教大学）。

## 著書・論文

### 単著
- 『ファッションの社会経済史』、日本経済評論社、2005年

### 共著
- 『所沢織物産地の形成と発展』、所沢市教育委員会市史編纂室、1989年
- 『埼玉県の近代化遺産』、埼玉県近代化遺産調査報告書、埼玉県教育委員会、1996年

### 論文
- 「秩父地方における下請構造の形成 -織物業の衰退と機械工業の展開」,『地理学評論』 Ser.A 58(4), p216-236, 1985年
- 「昭和恐慌下の秩父織物業 -工業組合の成立と産地再編成」,『地理学評論』 Ser. A 60(4), 213-237, 1987年
- 「明治前期の東京織物市場と流行織物　―縞木綿を中心に」『商品流通と東京市場』、日本経済評論社、2000年
- 「機織りと縞稼ぎ　―幕末・明治前期の在来織物業とその生活領域」『地方史研究』第289号、2001年
- 「在来織物業の技術革新と流行市場　―幕末・明治前期の輸入毛織物インパクトをめぐって」『社会経済史学』第67巻第4号、2002年
- 「流行のなかの農民衣服 -幕末期農村の布と着物の生活史」,『地方史研究』 52(1), 1-19, 2002年
- 「問題提起 リバーフロントの誕生 -近代工業化の最前線・隅田川低地」,『地方史研究』 52(4), 7-10, 2002年
- 「在来織物業の技術革新と化学染料  -伝統色から流行色へ」,『社會經濟史學』 69(6), 645-670, 2004年
- 「問題提起 幕末・明治前期のファッション事情と流行トレンド」,『地方史研究』 54(4), 17-20, 2004年